# Семёновка (Царичанский район)
Семёновка (укр. Семенівка) — село,
Юрьевский сельский совет,
Царичанский район,
Днепропетровская область,
Украина.
Код КОАТУУ — 1225688205. Население по переписи 2001 года составляло 43 человека .

## Географическое положение
Село Семёновка находится в 1,5 км от правого берега канала Днепр — Донбасс,
на расстоянии в 1,5 км от села Юрьевка и в 2-х км от села Ненадовка.
Местность вокруг села сильно заболочена.
Рядом проходит автомобильная дорога Т-0412.